# Adrienne-Joi Johnson
Adrienne-Joi Johnson, citata anche come A. J. Johnson (Orange, 2 gennaio 1963), è un'attrice e coreografa statunitense.
Recitando dal 1987, Johnson ha fatto molte apparizioni come ospite in sitcom, fiction televisive e video musicali; ha anche numerosi ruoli secondari in film, tra cui House Party e Baby Boy.

## Biografia e carriera
Johnson ha frequentato la Rumson-Fair Haven Regional High School nel New Jersey e si è laureato con lode nel 1985 allo Spelman College di Atlanta. È membro della confraternita Delta Sigma Theta.
È apparsa in A Different World, In the Heat of the Night, The Fresh Prince of Bel-Air, Amen, the short-lived Sirens, Chicago Hope, The Jamie Foxx Show e Touched by an Angel. È anche apparsa in film per la televisione come  Mother's Courage: the Mary Thomas Story (1989), Clippers (1991), Murder Without Motive: The Edmund Perry Story (1992), Love, Lies & Lullabies (1993) e The Beast (1996).
Johnson è apparsa anche in varie pellicole cinematografiche, tra cui anche film indipendenti come School Daze (1988), House Party (1990), Double Trouble (1992), Sister Act - Una svitata in abito da suora (1992), The Inkwell (1994), High Freakquency (1998), Two Shades of Blue (2000), Tara (2001), Baby Boy - Una vita violenta (2001) e Skin Deep (2003).
Nel 1991 ha ricevuto una nomination agli Independent Spirit Awards come miglior attrice non protagonista per la parte nel film House Party.

## Filmografia parziale
- House Party, regia di Reginald Hudlin (1990)
- Scelta d'amore - La storia di Hilary e Victor (Dying Young), regia di Joel Schumacher (1991)
- Baby Boy - Una vita violenta, regia di John Singleton (2001)